# 奧茲山
43°13′43.21″N 2°35′24.13″W / 43.2286694°N 2.5900361°W

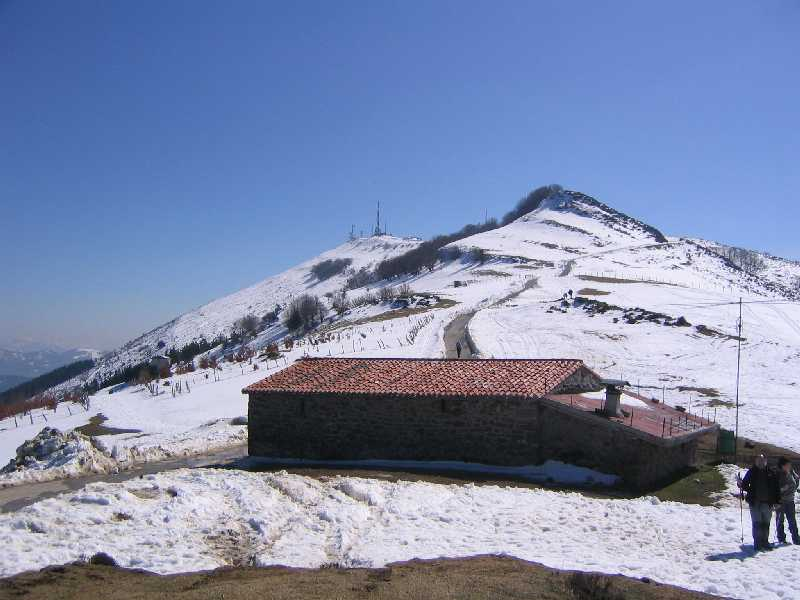

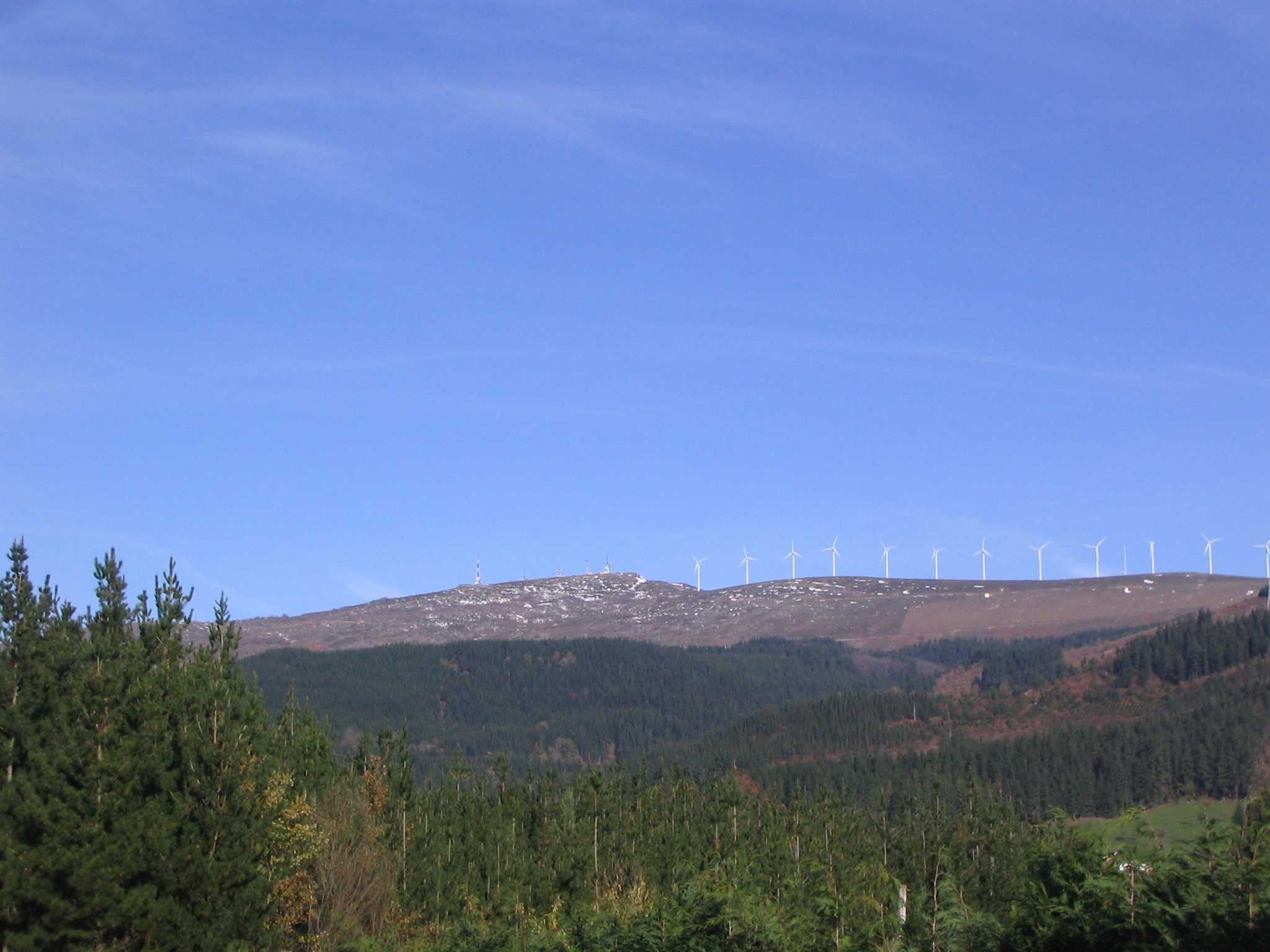

奧茲山（西班牙語：Oiz），是西班牙的山峰，位於該國北部巴斯克地區，屬於巴斯克山脈的一部分，海拔高度1,026米。1985年2月19日，西班牙國家航空610號班機空難造成148人死亡。